# Trite lineata
Trite lineata es una especie de araña saltarina del género Trite, familia Salticidae. Fue descrita científicamente por Simon en 1885.
Habita en Nueva Caledonia.